# Abdelaziz Salem
Pour les articles homonymes, voir Salem.
Abdelaziz Salem, né en date et lieu inconnus, est un ingénieur égyptien et un dirigeant du football africain.

## Carrière
Il est président de la fédération égyptienne de football de 1952 à 1959 ; il est alors remplacé par le ministre de la guerre Abdel Hakim Amer. Il est également le premier membre africain du comité exécutif de la FIFA. Il est présent lors de la réunion du 8 juin 1957 qui conduit à la naissance de la confédération africaine de football, dont il devient le premier président de 1957 à 1958.

## Hommages
En hommage à Abdelaziz Salem, le premier trophée (de 1957 à 1978) de la Coupe d'Afrique des nations de football s'appelle Trophée Abdelaziz-Abdallah-Salem.